# Pedro Bigardi
Pedro Antonio Bigardi (Jundiaí, 28 de dezembro de 1959) é um engenheiro civil, professor universitário e político brasileiro filiado ao Partido Comunista do Brasil (PCdoB).

## Biografia
Pedro Bigardi fez o curso técnico em edificações no Colégio Vasco Venchiarutti na sua cidade natal e no ano de 1987, formou-se em engenharia civil pela Universidade São Francisco em Itatiba. Foi funcionário concursado da prefeitura de Jundiaí por 22 anos, onde desempenhou a função de engenheiro civil na elaboração do Plano Diretor e em diversos projetos, foi também coordenador do projeto de reurbanização de favelas da Fundação Municipal de Ação Social (Fumas).

## Carreira Politica

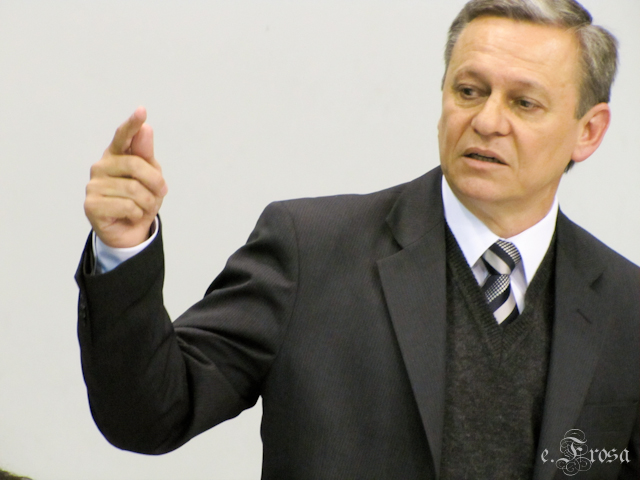
Pedro Bigardi em 2010.

Pedro foi candidato pelo primeira vez em 1996 quando era filiado ao Partido dos Trabalhadores (PT), concorrendo por este partido nas eleições de 2000 e 2004. Em 2006 foi para o Partido Comunista do Brasil (PCdoB), partido pelo qual disputou a prefeitura em duas oportunidades (2008 e 2012). Em 2010 elegeu-se Deputado Estadual e mais tarde, em 2012, elegeu-se prefeito da cidade de Jundiaí.
Como Prefeito inaugurou o P.A Central em 70 dias, participou do projeto e construção do complexo viário da Ponte São João  além da construção dos parques do Engordadouro, Morada das Vinhas e Parque do Jardim do Lago. Como marco de sua gestão houve a entrega gratuita de materiais e uniformes escolares, além da criação do Bilhete Único.
Já em Janeiro de 2016, após nove anos filiado ao PCdoB, Pedro Bigardi anunciou o seu desligamento do partido. Ainda em 2016 disputou novamente a eleição como candidato a prefeito de Jundiaí e foi derrotado no segundo turno pelo seu oponente Luiz Fernando Machado (PSDB).
Em março de 2020, anunciou sua desfiliação do Partido Democrático Trabalhista (PDT). Posteriormente, confirmou filiação a Rede Sustentabilidade (REDE).
Em março de 2022, anunciou sua volta ao Partido Comunista do Brasil (PCdoB) após 6 anos. “Fui filiado ao PCdoB durante 9 anos e tive a oportunidade de ser deputado estadual e prefeito durante esse período. Estou retornando. É hora de reconstrução.”, disse o ex-prefeito. 

### Desempenho em Eleições
| Ano  | Eleição                                 | Partido | Cargo Disputado   | Votos        | Percentual | Resultado  |
| ---- | --------------------------------------- | ------- | ----------------- | ------------ | ---------- | ---------- |
| 1996 | Eleição municipal de Jundiaí em 1996    | PT      | Prefeito          | 24.917 (3°)  | 14,03%     | Não Eleito |
| 2000 | Eleição municipal de Jundiaí em 2000    | PT      | Prefeito          | 67.479 (2°)  | 38,73%     | Não Eleito |
| 2004 | Eleição municipal de Jundiaí em 2004    | PT      | Prefeito          | 80.271 (2°)  | 42,16%     | Não Eleito |
| 2006 | Eleições estaduais em São Paulo em 2006 | PT      | Deputado Estadual | 51.741       | 0,32%      | Não Eleito |
| 2008 | Eleição municipal de Jundiaí em 2008    | PC do B | Prefeito          | 68.461 (2°)  | 34,89%     | Não Eleito |
| 2010 | Eleições estaduais em São Paulo em 2010 | PC do B | Deputado Estadual | 67.758       | 0,32%      | Eleito     |
| 2012 | Eleição municipal de Jundiaí em 2012    | PC do B | Prefeito          | 139.614 (1°) | 65,57%     | Eleito     |
| 2016 | Eleição municipal de Jundiaí em 2016    | PSD     | Prefeito          | 82.044 (2°)  | 41,42%     | Não Eleito |
| 2018 | Eleições estaduais em São Paulo em 2018 | PDT     | Deputado Estadual | 21.701       | 0,10%      | Não Eleito |
| 2020 | Eleição municipal de Jundiaí em 2020    | Rede    | Prefeito          | 11.026 (2°)  | 5,70%      | Não Eleito |
| 2022 | Eleições estaduais em São Paulo em 2022 | PC do B | Deputado Estadual | 23.927       | 0,09%      | Não Eleito |